# Игнимбрит

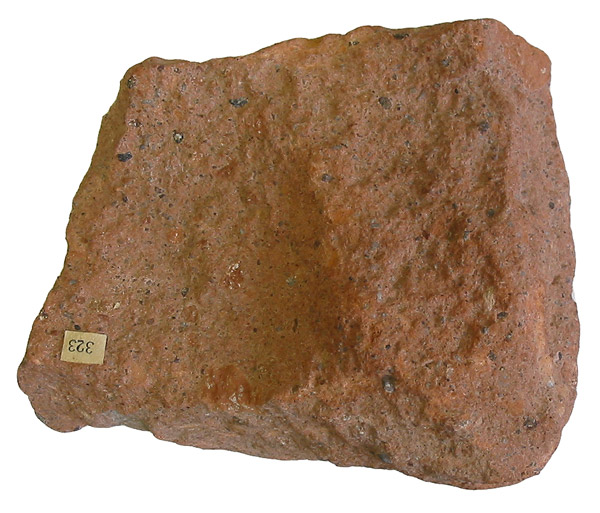
Игнимбрит

Игнимбрит (от лат. ignis — огонь) — вулканическая обломочная горная порода.
Игнимбриты — продукты высокоподвижных пепловых потоков, связанных с извержениями катмайского типа (отличаются выбрасыванием очень горячего, весьма подвижного песчаного потока (В. Катмай на Аляске)). Характеризуются большими объёмами разовых извержений (до десятков км³ вулканического материала).
В виде серий из первично горизонтально залегающих покровов распространены на обширных площадях вулканических поясов активных континентальных окраин, зрелых островных дуг и континентальных рифтов.

## Термин
Впервые понятие об игнимбритах ввёл в научный обиход крупный новозеландский геолог-вулканолог Патрик Маршалл. В 1930-х годах он проводил на материале новозеландского Северного острова исследования, посвящённые прибрежным гравиям и генезису мелкозернистых отложений. Одним из тезисов его работ было предположение, что многие кремнистые вулканические породы, широко распространенные в центральной части Северного острова, образовались в результате осаждения и сплавления раскалённых обломков и перегретых газов, выбрасываемых во время сильных вулканических извержений. Маршалл впервые назвал их игнимбритами. Термин почти сразу вошёл в научный оборот и широко используется во всём мире.

## Строение
Игнимбриты имеют обломочное строение и состоят преимущественно из мелких (пепловых) частиц вулканического стекла, обломков пемзы и кристаллов. Пепловые частицы обычно пластично деформированы и, плотно прилегая друг к другу, сливаются ещё в расплавленном состоянии. Они вытянуты и уплощены параллельно поверхности и образуют прерывисто-линейную (или эвтакситовую) текстуру, напоминающую текстуру течения в лавах. В частично гомогенизированной пепловой массе рассеяны фенокристаллы минералов и обломки пемзы, сплюснутые в соответствии с общей текстурой и превращённые в плотные стекловатые диски с характерными пламевидными ограничениями.

## Виды игнимбритов
По составу различают игнимбриты:
- Риолитовые
- Дацитовые
- Трахитовые
- Андезитовые

## Использование
- Строительный камень